# Chris Murphy
Chris Murphy (White Plains (New York), 3 augustus 1973) is een Amerikaanse politicus en lid van de Democratische Partij. Sinds 3 januari 2013 is hij senator voor Connecticut. Daarvoor diende Murphy van 2007 tot 2013 een termijn als lid van het Huis van Afgevaardigden. Voordat hij tot het Amerikaans Congres werd verkozen, was Murphy lid van het Huis van Afgevaardigden (1999-2003) en de Senaat (2003-07) van de staat Connecticut.
Nadat zittend senator Joe Lieberman zijn pensioen aankondigde, maakte Murphy zijn kandidaatschap voor de Senaatsverkiezingen van 2012 bekend. Hij versloeg de voormalig Secretary of State van Connecticut, Susan Bysiewicz, in de Democratische voorverkiezingen en versloeg daarna zijn Republikeinse tegenkandidaat Linda McMahon bij de algemene verkiezingen.

## Vroege leven, onderwijs en begin carrière
Murphy werd op 3 augustus 1973 in White Plains, New York geboren als zoon van Catherine A. Lewczyk en Scott L. Murphy. Hij is van Ierse en Poolse komaf. Murphys vader is vennoot bij Shipman & Goodwin, een advocatenkantoor, en zijn moeder is een gepensioneerd docent Engels van de Hamner Elementary School in Wethersfield. Murphy heeft een jongere zus, Susannah, en een jongere broer, Ben.
Murphy studeerde af aan Wethersfield High School, Williams College, en de rechtenfaculteit van de Universiteit van Connecticut. Als bachelorstudent studeerde hij ook aan de Universiteit van Oxford, waar hij lid was van Exeter College. Op 19 mei 2013 ontving Murphy een eredoctoraat van de Universiteit van New Haven. In 1996 voerde Murphy campagne voor een plek in het Huis van Afgevaardigden voor Charlotte Koskoff. Zij verloor de strijd echter van de Republikein Nancy Johnson die Murphy overigens tien jaar later zelf zou verslaan. Van 1997 tot 1998 werkte Murphy voor George Jepsen, partijleider in de Senaat van Connecticut.
In 1997 werd Murphy voor het eerst voor een ambt gekozen, toen hij een zetel verwierf in de Planning and Zoning Commission van Southington, Connecticut.

## Politieke carrière in Connecticut

### Huis van Afgevaardigden

#### Verkiezingen
In 1998 daagde de destijds 25-jarige Murphy de 14-jaar zittende Republikeinse Staatsafgevaardigde Angelo Fusco uit. Murphy was naar voren geschoven door de zes grootste vakbonden in de staat. De CT Employees Independent Union steunde voor het eerst een tegenstander van Fusco. Fusco beschreef zichzelf als een vakbondslid, een milieuactivist en als gematigd. Murphy versloeg Fusco met een meerderheid van 55% van de stemmen. In het jaar 2000 won hij de herverkiezing voor een tweede termijn, waarbij hij zijn tegenstandster Barbara Morelli met 68% van de stemmen versloeg.

#### Ambtstermijn
In maart 1999 bekritiseerde Murphy het Amerikaans Congreslid Nancy Johnson die voor de afzetting van Bill Clinton als president van de Verenigde Staten had gestemd.
In 2001 diende hij samen met andere afgevaardigden en senatoren een wet in die armoede onder kinderen moest elimineren. Hij stelde ook wetgeving voor waardoor het voor studenten gratis zou worden in de staat aan technische community colleges te studeren. Ook stelde hij wetgeving voor die het roken in hoge scholen verboden zou maken. Hij ondersteunde een wetsvoorstel voor heffingskortingen voor de inkomstenbelasting. Deze heffingskortingen zorgden ervoor dat als men minder aan belasting verschuldigd was dan de heffingskorting, dit werd gezien als te veel betaalde belasting en men dit kon terugvorderen.
Tijdens zijn ambtstermijn diende hij in de Judiciary Committee (grofweg Juridische Commissie) van het Huis van Afgevaardigden van Connecticut.

### Senaat

#### Verkiezingen
Na twee termijnen besloot de 29-jarige Murphy een gooi te doen naar een zetel in de Senaat van de staat Connecticut. In het zestiende kiesdistrict van Connecticut werd al tien jaar door een Republikein gewonnen. Murphy versloeg in 2002 zijn tegenstander Ann Dandrow met een kleine meerderheid van 53% van de stemmen. In 2004 werd hij opnieuw gekozen voor de Senaat; dit keer met 60% van het totaal aantal stemmen.

#### Ambtstermijn
In 2003 voegde hij zich bij de Clean Car Alliance en steunde hij strengere milieueisen voor autofabrikanten.
In 2004 ondersteunde Murphy een wet die roken in restaurants en cafés verboden moest maken.
In 2005 schreef hij wetgeving die het nieuwe ambt Office of Child Protection in het leven riep om "de verdediging van mishandelde en verwaarloosde kinderen beter te coördineren". Murphy schreef ook een wet die stamcelonderzoek toestond, maar het klonen van mensen verbood. Nadat de wet door gouverneur Jodi Rell werd ondertekend, was Connecticut de derde staat in de Verenigde Staten die gesubsidieerd stamcelonderzoek toestond.
Tijdens zijn zittingsperiode steunde Murphy een wet die geregistreerd partnerschap voor paren van gelijk geslacht mogelijk maakte. De wet werd in 2005 aangenomen door het General Assembly (het Huis van Afgevaardigden en de Senaat van de staat Connecticut). Op zijn campagnesite beschreef hij lgbt-rechten als mensenrechten die door de wet moeten worden beschermd. Murphy was tijdens zijn termijn voorzitter van de Public Health Committee (ofwel Commissie voor Volksgezondheid).
- Gemeinsame Normdatei: 1216840725
- International Standard Name Identifier: 0000 0004 4890 8122
- Library of Congress Control Number: no2012113048
- SNAC: w6qw4ck0
- Biographical Directory of the United States Congress: M001169
- Virtual International Authority File: 252251833
- WorldCat: E39PBJxH4r7VmM6YQcQRRr9MT3

Alabama: Tuberville (R) · Britt (R)
Alaska: Murkowski (R) · Sullivan (R)
Arizona: Kelly (D) · Gallego (D)
Arkansas: Boozman (R) · Cotton (R)
Californië: Padilla (D) · Schiff (D)
Colorado: Bennet (D) · Hickenlooper (D)
Connecticut: Blumenthal (D) · Murphy (D)
Delaware: Coons (D) · Blunt Rochester (D)
Florida: R. Scott (R) · Moody (R)
Georgia: Ossoff (D) · Warnock (D)
Hawaï: Schatz (D) · Hirono (D)
Idaho: Crapo (R) · Risch (R)
Illinois: Durbin (D) · Duckworth (D)
Indiana: Young (R) · Banks (R)
Iowa: Grassley (R) · Ernst (R)
Kansas: Moran (R) · Marshall (R)
Kentucky: McConnell (R) · Paul (R)
Louisiana: Cassidy (R) · Kennedy (R)
Maine: Collins (R) · King (O)
Maryland: Van Hollen (D) · Alsobrooks (D)
Massachusetts: Warren (D) · Markey (D)
Michigan: Peters (D) · Slotkin (D)
Minnesota: Klobuchar (D) · Smith (D)
Mississippi: Wicker (R) · Hyde-Smith (R)
Missouri: Hawley (R) · Schmitt (R)
Montana: Daines (R) · Sheehy (R)
Nebraska: Fischer (R) · Ricketts (R)
Nevada: Cortez Masto (D) · Rosen (D)
New Hampshire: Shaheen (D) · Hassan (D)
New Jersey: Booker (D) · Kim (D)
New Mexico: Heinrich (D) · Luján (D)
New York: Schumer (D) · Gillibrand (D)
North Carolina: Tillis (R) · Budd (R)
North Dakota: Hoeven (R) · Cramer (R)
Ohio: Moreno (R) · Husted (R)
Oklahoma: Lankford (R) · Mullin (R)
Oregon: Wyden (D) · Merkley (D)
Pennsylvania: Fetterman (D) · McCormick (R)
Rhode Island: Reed (D) · Whitehouse (D)
South Carolina: Graham (R) · T. Scott (R)
South Dakota: Thune (R) · Rounds (R)
Tennessee: Blackburn (R) · Hagerty (R)
Texas: Cornyn (R) · Cruz (R)
Utah: Lee (R) · Curtis (R)
Vermont: Sanders (O) · Welch (D)
Virginia: Warner (D) · Kaine (D)
Washington: Murray (D) · Cantwell (D)
West Virginia: Moore Capito (R) · Justice (R)
Wisconsin: Johnson (R) · Baldwin (D)
Wyoming: Barrasso (R) · Lummis (R)
(D): Democraat · (R): Republikein · (O): Onafhankelijk